# Dalerveen
Dalerveen ist ein Ort in der Gemeinde Coevorden in der niederländischen Provinz Drenthe. Bis zur Gemeindereform 1998 gehörte Dalerveen zur bis dahin eigenständigen Gemeinde Dalen.

## Geografie
Das Straßendorf Dalerveen liegt in der für den östlichen Teil der Provinz Drenthe typischen Moorlandschaft, was den Namenszusatz -veen („Fenn“) erklärt. An der südlichen Grenze des Ortsgebietes verläuft der Stieltjeskanal.

### Gliederung
Der Ort ist unterteilt in den Kernort Dalerveen und Verspreide huizen Dalerveen (Verstreute Häuser Dalerveen). Außerdem liegt der Weiler De Haar im Norden des Ortsgebietes.

### Nachbarorte
| Eldijk    | Den Hool Schimmelarij                       | Nieuw-Amsterdam Veenoord |
| Dalen     | Kompassrose, die auf Nachbargemeinden zeigt | Zandpol                  |
| Coevorden | Stieltjeskanaal                             | Westerse Bos Schoonebeek |

## Geschichte
Der Ort Dalerveen wurde von Torfstechern der naheliegenden Ortschaften Dalen und Wachtum gegründet und ist bereits auf Karten aus dem 17. Jahrhundert verzeichnet.
Im Jahr 1884 wurde eine Schule im Dorf errichtet, in der bis 1951 unterrichtet wurde. Danach folgte der Umzug des Schulbetriebs in ein neues Gebäude im Ort. Im Jahr 1983 wurde die Schule im benachbarten Stieltjeskanaal der Schule in Dalerveen angeschlossen. Die Schule trägt seitdem den Namen „Stidalschool“.
Die Bauern des Dorfes Dalerveen gründeten 1894 eine Molkerei mit dem Namen „De Hoop“ (deutsch die Hoffnung). Da der reine Molkereibetrieb nicht rentabel genug arbeitete, wurde zudem Tierfutter verkauft. Die Molkerei produzierte bis 1969, danach fungierte das Unternehmen nur noch als Verteilerstation für Tierfutter. 1995 wurde die Fabrik verkauft, im Frühjahr 1996 wurden die Gebäude abgerissen.
Von 1905 bis 1938 existierte in Dalerveen ein Bahnhof der Bahnstrecke Zwolle–Stadskanaal.

## Sehenswürdigkeiten und Veranstaltungen
Zwei historische Bauernhöfe in Dalerveen sind als Rijksmonument in das niederländische Denkmalregister eingetragen. Ein Anwesen ist auf das Jahr 1712, das andere auf das 18. bzw. 19. Jahrhundert datiert.
Aller fünf Jahre findet in Dalerveen ein Schul- und Dorffest statt, das von den Einwohnern des Ortes und der umliegenden Dörfer Stieltjeskanaal, Den Hool und Holsloot organisiert wird. Als einer der Höhepunkte der Veranstaltung gilt dabei der Festumzug, bei dem verschiedene geschmückte Wagen durch den Ort ziehen.